# زومبي لاند
زومبي لاند (بالإنجليزية: Zombieland)‏ فيلم أمريكي انتج سنة 2009, وهو من بطولة وودي هارلسون، جيسي آيزينبيرغ .

## القصة
طالب خجول في محاولة للوصول إلى أسرته في ولاية أوهايو. وفي الطريق يصادف رجل يحاول للعثور على توينكي (وجبة خفيفة) ثم ينضمان لبعضهم البعض محاولة للخروج من المدينة التي أصابها وباء يحول الجميع إلى زومبي. ثم تحتال عليهما فتاتان لأخذ سيارتهما والهرب بها للملاهي الخالية من الزومبي. وفي النهاية ينضمون كلهم لبعضهم البعض محاولة منهم للنجاة.

## روابط اخري
- الموقع الرسمي للفيلم
- الموقع الدعائي الرسمي للفيلم

## وصلات خارجية
- زومبي لاند على موقع IMDb (الإنجليزية)
- زومبي لاند على موقع ميتاكريتيك (الإنجليزية)
- زومبي لاند على موقع روتن توميتوز (الإنجليزية)
- زومبي لاند على موقع نتفليكس (الإنجليزية)
- زومبي لاند على موقع قاعدة بيانات الأفلام العربية
- زومبي لاند على موقع ألو سيني (الفرنسية)
- زومبي لاند على موقع Turner Classic Movies (الإنجليزية)
- زومبي لاند على موقع أول موفي (الإنجليزية)
- زومبي لاند على موقع بوكس أوفيس موجو (الإنجليزية)
- زومبي لاند على موقع فيلمافينيتي (الإسبانية)